# Zouhaïr Bakhit
Zuhair Saeed Bakhit Bilal, plus connu sous le nom de Zuhair Bakhit (arabe : زهير بخيت) est un joueur de football international émirati né dans l'émirat de Dubaï le 13 juillet 1967. Il évolue au poste d'attaquant.

## Palmarès
- Avec l'Al-Wasl :
  - Champion des Émirats en 1988, 1992 et 1997.
  - Vainqueur de la Coupe de la UAEFA en 1993.